# Welcome to Camp Nightmare
Welcome to Camp Nightimare (No Brasil: Bem-vindo ao Acampamento dos Pesadelos e em Portugal: Pânico no Acampamento) é um dos livros da série americana Goosebumps de R. L. Stine.

## Sinopse
Billy vai pela primeira vez, aos 12 anos de idade, a uma cabana de férias. No caminho de ônibus, ele conhece três meninos: Mike, Jay e Colin e duas meninas: Dawn e Dori. No meio da viagem, o motorista abandona as crianças sem dar explicações. Um grupo de lobos chegam e quase matam Billy, porém naquele momento aparece um ônibus da Cabana de Férias, chamada Acampamento dos Sonhos, e leva as crianças até ao acampamento. Lá, o diretor do acampamento parecia ser meio perturbado, os monitores eram estranhos.

## Detalhes
O fim deste livro é um dos mais arrepiantes da série, deixando o leitor impressionado com o livro. Também é recomendado assistir ao seriado.